# رووس بولتون
رووس بولتون (بالإنجليزية: Roose Bolton)‏ هو شخصية خيالية في سلسلة روايات الخيال الفنتازيا الملحميّة أغنية الجليد والنار للمؤلف الأمريكي جورج آر. آر مارتن، وفي المسلسل التلفزيوني صراع العروش الذي أنتجته شبكة إتش بي أو، حيث جسد شخصيته الممثل مايكل ماكلهاتون.
ظهر رووس في لعبة العروش عام 1996، وهو لورد آل بولتون، ثاني أقوى بيت شمالي بعد آل ستارك. يشتهر آل بولتون بقسوتهم وعادتهم في سلخ أعدائهم. كما ظهر في صدام الملوك (1998)، وعاصفة السيوف (2000)، ورقصة مع التنانين (2011).
انضم رووس إلى تمرد روب ستارك كأحد مساعديه الرئيسيين. ومع ذلك، قام بتنظيم الزفاف الأحمر سراً إلى جانب اللورد تايون لانستر واللورد والدر فراي، وحصل على لقب حامي الشمال والسيادة على المملكة الشمالية بعد قتل روب شخصيًا. تخلل حكمه اضطرابات وتآمرت عدة قوى لخلعه.